# Mike Donnelly (Eishockeyspieler)
Michael Chene „Mike“ Donnelly (* 10. Oktober 1963 in Livonia, Michigan) ist ein ehemaliger US-amerikanischer Eishockeyspieler, -trainer und -scout, der im Verlauf seiner aktiven Karriere zwischen 1982 und 1998 unter anderem 512 Spiele für die New York Rangers, Buffalo Sabres, Los Angeles Kings, Dallas Stars und New York Islanders in der National Hockey League (NHL) auf der Position des linken Flügelstürmers bestritten hat. Nach seinem Karriereende wurde Donnelly zunächst als Scout und später als Trainer bei seinem Ex-Team Los Angeles Kings tätig.

## Karriere
Nachdem Donnelly seine Juniorenzeit bis 1982 unter anderem an der bei den Waterford Lakers in der Greater Lakes Junior Hockey League (GLJHL) verbracht hatte, begann er im Sommer 1982 ein Studium an der Michigan State University. Parallel dazu spielte der Stürmer in den folgenden vier Jahren für die Universitätsmannschaft, die Michigan State Spartans, in der Central Collegiate Hockey Association (CCHA), einer Division im Spielbetrieb der National Collegiate Athletic Association (NCAA). Während Donnellys Zeit am College entwickelten sich die Spartans zu einem der dominantesten Collegeteams dieser Zeit. Zwischen 1983 und 1985 schlossen sie die reguläre Saison dreimal in Folge als punktbeste Mannschaft ab, sicherten sich in den Jahren 1985 und 1986 den Divisionstitel der CCHA und gewannen 1986 zudem die nationale Meisterschaft der NCAA. Gleichsam entwickelte sich auch der junge Offensivspieler mit dem Team, das er in der Spielzeit 1985/86 mit 97 Scorerpunkten anführte. Mit seinen 59 Treffern war er bester Torschütze der gesamten NCAA, noch vor Brett Hull. Im Meisterschaftsturnier wurde er zudem als wertvollster Spieler ausgezeichnet und erhielt noch zahlreiche weitere Auszeichnungen. Unter anderem befand er sich unter den zehn Finalisten, die für den Hobey Baker Memorial Award nominiert waren.
Trotz dieser Entwicklung war der US-Amerikaner im NHL Entry Draft von den Franchises der National Hockey League (NHL) unbeachtet geblieben, woraufhin er im August 1986 als Free Agent einen Vertrag bei den New York Rangers aus der NHL unterzeichnete. Donnelly tat sich jedoch schwer, sich im Profibereich zu etablieren und kam zunächst nur sporadisch in der NHL zu Einsätzen. Die Zeit zum Jahresende 1987 verbrachte er hauptsächlich in den Farmteams der Rangers, den New Haven Nighthawks aus der American Hockey League (AHL) und den Colorado Rangers aus der International Hockey League (IHL). Als er Ende Dezember 1987 gemeinsam mit einem Fünftrunden-Wahlrecht im NHL Entry Draft 1988 im Tausch für Paul Cyr und einem Zentrunden-Wahlrecht im selben Draft abgegeben wurde, hatte er 22 Partien für New York bestritten. In der Organisation der Sabres fand der zu diesem Zeitpunkt 24-Jährige zwar für die folgenden knapp drei Jahre eine neue sportliche Heimat, dennoch pendelte er auch dort weiterhin zwischen dem NHL-Kader der Sabres und dem Aufgebot des AHL-Kooperationspartners Rochester Americans. In Diensten der Americans wurde er in der Saison 1989/90 mit 98 Punkten drittbester Scorer der Liga, hatte aber auch weniger Spiele als die beiden vor ihm platzierten Spieler absolviert.
Erst mit dem Transfer zu den Los Angeles Kings im September 1990 im Tausch für den Finnen Mikko Mäkelä gelang es Donnelly sich mit fortlaufender Zeit in der NHL zu etablieren. Die Saison 1991/92 stellte seine erste komplette Spielzeit in der Liga dar, in der ihm 45 Scorerpunkte gelangen. In der folgenden Saison, in der er mit den Kings die Finalserie der Stanley-Cup-Playoffs 1993 erreichte, steigerte er sich auf eine Karrierebestmarke von 69 Punkten. Der Beginn der durch den Lockout verspätet gestarteten NHL-Spielzeit 1994/95 war für Donnelly gleichbedeutend mit einem erneuten Vereinswechsel, als er im Februar 1995 gemeinsam mit einem Siebtrunden-Wahlrecht im NHL Entry Draft 1996 für ein Sechstrunden-Wahlrecht im selben Draft zu den Dallas Stars geschickt wurde. Dort beendete der Angreifer die Spielzeit, ehe er in der Saison 1995/96 seinen Stammplatz verlor und sich über weite Teile des Spieljahres in der IHL bei den Michigan K-Wings wiederfand.
Ohne sportliche Perspektive auf eine Weiterbeschäftigung in der NHL wechselte Donnelly daher im Sommer 1996 als Free Agent zu den New York Islanders. Mit der Ausnahme von drei Einsätzen für die Islanders spielte er aber weiterhin ausschließlich in der IHL für das Farmteam Utah Grizzlies. Zudem kam er im Saisonverlauf und auch im folgenden Jahr bei den Detroit Vipers in derselben Liga zu Einsätzen. Nach einem kurzen Engagement beim Schweizer Nationalligisten SC Bern im Frühjahr 1998 beendete Donnelly im Alter von 34 Jahren seine Karriere als Aktiver.
Nach seinem Karriereende kehrte Donnelly nach einer vierjährigen Pause in die Organisation der Los Angeles Kings zurück. Vor der Saison 2002/03 wurde er dort als Scout engagiert und arbeitete in dieser Position insgesamt 14 Jahre bis zum Sommer 2016. Anschließend wurde der 53-Jährige zum Development Coach befördert.

## Erfolge und Auszeichnungen
| - 1985 CCHA-Meisterschaft mit der Michigan State University - 1986 CCHA-Meisterschaft mit der Michigan State University - 1986 CCHA First All-Star Team - 1986 NCAA-Division-I-Championship mit der Michigan State University | - 1986 NCAA Championship Tournament MVP - 1986 NCAA Championship All-Tournament Team - 1986 NCAA West First All-American Team |

## Karrierestatistik
(Legende zur Spielerstatistik: Sp oder GP = absolvierte Spiele; T oder G = erzielte Tore; V oder A = erzielte Assists; Pkt oder Pts = erzielte Scorerpunkte; SM oder PIM = erhaltene Strafminuten; +/− = Plus/Minus-Bilanz; PP = erzielte Überzahltore; SH = erzielte Unterzahltore; GW = erzielte Siegtore; 1 Play-downs/Relegation; Kursiv: Statistik nicht vollständig)